# グレイソヴリン系
グレイソヴリン系（グレイソヴリンけい、Grey Sovereign Line）は馬（主にサラブレッド）の父系（父方の系図）の1つ。

## 概要
1948年に生まれたグレイソヴリンを祖とする父系である。この系統の特色はグレイソヴリンを初め、芦毛の馬が多いことが挙げられる。
2000年代以降はさらに細分化されてソヴリンパス系、フォルティノ系、ゼダーン系に分けられるのが一般的である。
日本においてもグレイソヴリンの直仔の種牡馬が多く輸入され、前述の通り各系統が確立するような成功を収めた。

## サイアーライン
- Darley Arabian 1700
  - Bartlet's Childers 1716
    - Squirt 1732
      - Marske 1750
        - Eclipse 1764　　　---←エクリプス系へ戻る
          - Potoooooooo 1773
            - Waxy 1790
              - Whalebone 1807
                - Sir Hercules 1826
                  - Birdcatcher 1833
                    - The Baron 1842
                      - Stockwell 1849
                        - Doncaster 1870
                          - Bend Or 1877
                            - Bona Vista 1889
                              - Cyllene 1895
                                - Polymelus 1902
                                  - Phalaris 1913　　　---←ファラリス系へ戻る
                                    - Pharos 1920
                                      - Nearco 1935　　　---←ネアルコ系へ戻る
                                        - Nasrullah 1940　　　---←ナスルーラ系へ戻る
                                          - Grey Sovereign 1948　　　---↓グレイソヴリン系（改行）

---↓グレイソヴリン系---
- Grey Sovereign 1948
  - *グレイモナーク Gery Monarch 1955
  - Silver King 1956
  - Sovereign Path 1956　　　---→ソヴリンパス系へ
  - Gold Sovereign 1957
    - Flying Boy 1968
      - El Condottiere 1974
      - Daddy Boy 1979
      - Blanco Puro 1981
      - Homonimo 1983
        - Magic Laser 1993

  - Bucks King 1959
  - *フォルティノ Fortino 1959　　　---→フォルティノ系へ
  - Grey Seas 1959
  - *グスタフ Gustav 1959
    - プレストウコウ 1974
      - ウインドミル 1985

    - シーハスラー 1979

  - *ソヴリンロード Sovereign Lord 1959
  - Royal Yacht 1961
  - Corinto 1963
  - Young Emperor 1963
    - Dragonara Palace 1971

  - *ラナーク Lanark 1963
    - キングラナーク 1973
    - バンブトンシェード 1973
    - ハギノオーカン 1974

  - Raimondo 1964
  - *ゼダーン Zeddaan 1965　　　---→ゼダーン系へ
  - メイジシロー 1965
  - *ラフィンゴラ Raffingora 1965
    - Raffindale 1972

  - Grey Portal 1966
  - Scotch Dewar 1966
  - *ドン Don 1966
    - *ダービーメルド Derby Meld 1971
    - ブルーマックス 1975
    - サクラシンゲキ 1977
    - ドロッポロード 1977
    - コーリンオー 1981
    - ギャラントローマン 1982
    - ダイシンフブキ 1983
    - ニシノミラー 1984

  - *ウィロウィック Willowick 1967

- サイアーライン上は種牡馬入りした馬、→印の後は牝馬などの非種牡馬の代表産駒の一部を示す。また、日本調教馬における太字はG1級競走の勝ち馬を示す。